# Сатышево (Татарстан)
Сатышево (тат.  Сатыш) — село в Сабинском районе Татарстана. Расположено на реке Сабы (бассейн реки Мёша), в 9 км к югу от посёлка городского типа Богатые Сабы и в 77 км от Казани. Вместе с селом Казанчи Бигеней и деревней Аккуль Бигеней образует Сатышевское сельское поселение.

## Население
В 1884 году в полностью мусульманско-татарском селе насчитывалось 1550 жителей, в 1897 году — 1896 жителей, в 1989 году — 679 жителей, в 1997 году — 720 жителей, в настоящее время — 681 житель. В селе имеется 224 хозяйств на 10 улицах.

## История
Село основано в период Казанского ханства. 
Село стало известно портняжно-шапочным промыслом с XIX века.
В «Списке населенных мест по сведениям 1859 года», изданном в 1866 году, населённый пункт упомянут как казённая деревня Бурунча-Сатышево 1-го стана Мамадышского уезда Казанской губернии. Располагалась при речке Сабинке, на Казанском коммерческом тракте, в 70 верстах от уездного города Мамадыша и в 46 верстах от становой квартиры во владельческом селе Кукмор (Таишевский Завод). В деревне в 225 дворах жили 1419 человек (718 мужчин и 701 женщина). Были мечеть, училище.
Здание 1865 года одного из крупнейших в регионе на то время медресе XVIII века в селе является историческо-культурным памятником района. 
По сведениям переписи 1897 года, в деревне Сатышево (Бурунчи-Сатышево) Мамадышского уезда Казанской губернии жили 1526 человек (694 мужчины и 832 женщины), из них 1520 мусульман.
Во время революции 1905-1907 гг. крупная группа переселенцев села основала деревню Новое Сатышево (Яна Сатыш) в Сибири.
В 1929 году в селе основан колхоз «Марс», где в 1930 году появился первый трактор, а в 1937 году — первый грузовик.
В годы Великой Отечественной войны из села ушли на фронт 249 человек, из которых 187 человек не вернулось.
В 1959 году произведена полная электрификация села, в 1980 году — асфальтирование первой (центральной) улицы, к 1997 году — полная газификация, в 2002 году появился административно-социальный многофункциональный центр.
Уроженцем села является Герой Социалистического Труда советской приборостроительной промышленности Г. Ш. Шайморданов.
В одном из двух оврагов (Кызыл яр) около села найден клык мамонта, который экспонируется в музее района.

## Экономика и социальная сфера
Жители заняты в основном полеводством и мясомолочным скотоводством. 
В селе имеется средняя школа и многофункциональный центр (администрация сельского поселения, дом культуры, узел связи с АТС, медпункт, сбербанк, библиотека).